# عرب البرازيل
عرب البرازيل معظمهم من سوريا و‌لبنان وبدأت هجرتهم في أواخر القرن التاسع عشر، ثم جاءت جاليات أخرى من الأردن، فلسطين، و‌العراق، لقد زادت الهجرة العربية إلى البرازيل بصورة ملحوظة في القرن العشرين، وكانت متمركزة في ولاية ساو باولو، وبعد ذلك امتد العرب إلى ولاية ميناس جرايس، و‌ريو دي جانيرو أيضا، وأجزاء أخرى من البرازيل.
في البداية، فإن معظم المهاجرين العرب في البرازيل كانوا مسيحيين، ولكن بعد السبعينات هاجر عدد كبير من المسلمين العرب، تحديداً من لبنان، سوريا، وفلسطين. بالإضافة إلى بعض البلدان الإسلامية، تنتسب الجالية الإسلامية في البرازيل إلى المذهب السني، ويقدر عددهم بحوالي المليون ونصف، بينما كان هناك مجموعة مهاجرين من اليهود العرب أيضاً، ومعظمهم من لبنان، سوريا، وحتى شمال أفريقيا، ومن بين هؤلاء هاري عبدول والد المغنية والراقصة باولا عبدول، أحد اليهود العرب.

## وصلات خارجية
- الشرق الأوسط